# Região Geográfica Imediata de Cachoeira do Sul
A Região Geográfica Imediata de Cachoeira do Sul é uma das 43 regiões imediatas do estado brasileiro do Rio Grande do Sul, uma das 4 regiões imediatas que compõem a Região Geográfica Intermediária de Santa Maria e uma das 509 regiões imediatas no Brasil, criadas pelo IBGE em 2017. É composta de 4 municípios.